# Talk It Over in the Morning
Talk It Over in the Morning è un album della cantante canadese Anne Murray, pubblicato dall'etichetta discografica Capitol nel settembre 1971.
L'album è prodotto da Brian Ahern, che cura gli arrangiamenti.
La pubblicazione del disco viene anticipata da quella, avvenuta nel mese di agosto, del singolo Talk It Over in the Morning, al quale l'anno dopo fanno seguito Cotton Jenny e Destiny.

## Tracce

### Lato A
1. Talk It Over in the Morning
2. Most of All
3. Bring Back the Love
4. Let Me Be the One
5. Night Owl

### Lato B
1. Destiny
2. Please Smile
3. I Know
4. You've Got a Friend
5. Cotton Jenny